# 渚あき
渚 あき（なぎさ あき、1969年1月28日 - ）は、日本の女優。元宝塚歌劇団星組トップ娘役。
兵庫県神戸市、芦屋女子高等学校出身。身長159cm。血液型A型。愛称は「あきこ」。

## 来歴
1986年、宝塚音楽学校入学。
1988年、宝塚歌劇団に74期生として入団。入団時の成績は13番。花組公演「キス・ミー・ケイト」で初舞台。その後、雪組に配属。
1990年の「花のもとにて春」でバウホール公演初ヒロイン。
1992年、杜けあき・紫ともトップコンビ大劇場お披露目となる「この恋は雲の涯まで」で、新人公演初ヒロイン。
1993年の「セ・ラムール」で2度目のバウホール公演ヒロイン。後にコンビを組むこととなる香寿たつきの相手役を務める。同年6月22日付で花組へと組替え。
1994年の「アロー・アロー・キャメロット?」で、3度目のバウホール公演ヒロイン。続く「ブラック・ジャック」で2度目の新人公演ヒロイン。
2001年9月1日付で星組へ組替えとなり、10月2日付で星組トップ娘役に就任。入団14年目でのトップ就任は極めて異例の遅咲きとなった。香寿たつきの相手役として、「花の業平／サザンクロス・レビューII」でトップコンビ大劇場お披露目。
2003年3月23日、「ガラスの風景／バビロン」東京公演千秋楽をもって、宝塚歌劇団を香寿と同時退団。
退団後は舞台やドラマを中心に女優として活動している。
2016年に10歳年上の一般男性と結婚したことを報告。

## 宝塚歌劇団時代の主な舞台

### 初舞台
- 1988年3 - 5月、花組『キス・ミー・ケイト』（宝塚大劇場のみ）

### 雪組時代
- 1988年7 - 11月、『たまゆらの記』『ダイナモ!』
- 1988年12 - 1989年1月、『ツーロンの薔薇』（バウホール）
- 1989年2 - 3月、『ムッシュ・ド・巴里』『ラ・パッション!』（宝塚大劇場）
- 1989年4 - 5月、『イルミネーション・ブラック』（バウホール）
- 1989年6月、『ムッシュ・ド・巴里』『ラ・パッション!』（東京宝塚劇場）
- 1989年8 - 11月、雪組・花組・星組・専科『ベルサイユのばら-アンドレとオスカル編-』
- 1990年1 - 2月、『天守に花匂い立つ』『ブライト・ディライト・タイム』（宝塚大劇場）
- 1990年2 - 3月、『ツーロンの薔薇』（日本青年館・名古屋市民会館・バウホール）
- 1990年4月、『天守に花匂い立つ』『ブライト・ディライト・タイム』（東京宝塚劇場）
- 1990年6 - 8月、『黄昏色のハーフムーン』『パラダイス・トロピカーナ』（宝塚大劇場）
- 1990年8 - 9月、『花のもとにて春』（バウホール） - 静 バウ初ヒロイン[15][5]
- 1990年11月、『黄昏色のハーフムーン』『パラダイス・トロピカーナ』（東京宝塚劇場）
- 1991年1月、『イルミネーション・ブラック』（日本青年館）
- 1991年2 - 3月、『花幻抄』『恋さわぎ』『スイート・タイフーン』（宝塚大劇場）
- 1991年4 - 5月、『微笑みの国』（バウホール） - ミー[16]
- 1991年6月、『花幻抄』『恋さわぎ』『スイート・タイフーン』（東京宝塚劇場）
- 1991年8 - 9月、『華麗なるギャツビー』 - 新人公演：ジュディ（本役：純名里沙）『ラバーズ・コンチェルト』（宝塚大劇場）
- 1991年10 - 11月、『スポットライト・マジック』（バウホール）
- 1991年12月、『華麗なるギャツビー』 - 新人公演：ジュディ（本役：純名里沙）『ラバーズ・コンチェルト』（東京宝塚劇場）
- 1992年2月、『華麗なるギャツビー』『ラバーズ・コンチェルト』（中日劇場）
- 1992年3 - 5月、『この恋は雲の涯まで』（宝塚大劇場） - チチ、新人公演：静御前（本役：紫とも） 新人公演初ヒロイン[6][17]
- 1992年5 - 6月、『微笑みの国』（ゆうぽうと簡易保険ホール・愛知厚生年金会館） - ミー[18]
- 1992年7月、『この恋は雲の涯まで』（東京宝塚劇場） - チチ、新人公演：静御前（本役：紫とも）
- 1992年10 - 11月、『忠臣蔵』（宝塚大劇場） - 新人公演：おきく（本役：純名里沙）[19]
- 1993年1 - 2月、『セ・ラムール』（バウホール） - マリー バウヒロイン[7][8]
- 1993年3月、『忠臣蔵』（東京宝塚劇場） - 新人公演：おきく（本役：純名里沙）
- 1993年5 - 6月、『天国と地獄』 - 新人公演：マリリン／コーラ・パーク（本役：小乙女幸）『TAKE OFF』（宝塚大劇場のみ）[20]

### 花組時代
- 1993年8 - 9月、『ベイ・シティ・ブルース』 - エリザベス、新人公演：ダイアナ（本役：詩乃優花）『イッツ・ア・ラブ・ストーリー』（宝塚大劇場）[21]
- 1993年10 - 11月、『ワン・タッチ・オブ・ヴィーナス』（天王洲アートスフィア・バウホール） - グロリア[22]
- 1993年12月、『ベイ・シティ・ブルース』 - エリザベス、新人公演：ダイアナ（本役：詩乃優花）『イッツ・ア・ラブ・ストーリー』（東京宝塚劇場）[23]
- 1994年2月、『ベイ・シティ・ブルース』『イッツ・ア・ラブ・ストーリー』（中日劇場）
- 1994年3 - 5月、『ブラック・ジャック 危険な賭け』 - ヨランダ、新人公演：ベリンダ（本役：美月亜優）『火の鳥』（宝塚大劇場）[24]
- 1994年5 - 6月、『アロー・アロー・キャメロット?』（バウホール） - サンディ バウヒロイン[25][10]
- 1994年7月、『ブラック・ジャック 危険な賭け』 - ヨランダ、新人公演：アイリス／如月恵（本役：森奈みはる）『火の鳥』（東京宝塚劇場） 新人公演ヒロイン[11]
- 1994年9 - 11月、『冬の嵐、ペテルブルグに死す』 - タチアナ、新人公演：ナスターシャ夫人（本役：町風佳奈）『ハイパー・ステージ!』（宝塚大劇場のみ）
- 1995年1月、『哀しみのコルドバ』 - ソニア『メガ・ヴィジョン』（宝塚大劇場）
- 1995年2 - 3月、『LAST DANCE』（バウホール・日本青年館） - リリアーナ
- 1995年3月、『哀しみのコルドバ』 - ソニア『メガ・ヴィジョン』（劇場飛天）
- 1995年4月、『哀しみのコルドバ』 - ソニア、新人公演：メリッサ（本役：詩乃優花）『メガ・ヴィジョン』（東京宝塚劇場）
- 1995年6 - 8月、『エデンの東』 - アン『ダンディズム!』（宝塚大劇場） 初エトワール
- 1995年9 - 10月、『紅はこべ』 - シュザンヌ『メガ・ヴィジョン』（全国ツアー）
- 1995年11月、『エデンの東』 - アン『ダンディズム!』（東京宝塚劇場）
- 1996年1 - 4月、『花は花なり』『ハイペリオン』
- 1996年6 - 8月、『ハウ・トゥー・サクシード』（宝塚大劇場） - スミティ
- 1996年9 - 10月、『エデンの東』『ダンディズム!』（全国ツアー） エトワール
- 1996年11月、『ハウ・トゥー・サクシード』（東京宝塚劇場） - スミティ
- 1996年12 - 1997年1月、『RYOMA』（ドラマシティ） - 千葉佐那子
- 1997年2 - 3月、『失われた楽園』 - ポーラ・ダニエルス『サザンクロス・レビュー』（宝塚大劇場）
- 1997年4 - 5月、『風と共に去りぬ』（全国ツアー） - メラニー エトワール
- 1997年6月、『失われた楽園』 - ポーラ・ダニエルス『サザンクロス・レビュー』（東京宝塚劇場）
- 1997年8 - 9月、『ザッツ・レビュー』（宝塚大劇場） - 大河原花代
- 1997年10 - 11月、『白い朝』（バウホール） - おのぶ
- 1997年12月、『ザッツ・レビュー』（東京宝塚劇場） - 大河原花代
- 1998年2月、『ザッツ・レビュー』（中日劇場） - 大河原花代
- 1998年2 - 3月、『白い朝』（日本青年館） - おのぶ
- 1998年5 - 10月、『SPEAKEASY』 - ルーシー・ロキット『スナイパー』
- 1998年10 - 11月、『春ふたたび』 - よの『サザンクロス・レビュー』（全国ツアー）
- 1999年1 - 5月、『夜明けの序曲』 - お新
- 1999年8 - 12月、『タンゴ・アルゼンチーノ』 - ミシア『ザ・レビュー'99』
- 2000年2月、『タンゴ・アルゼンチーノ』 - ミシア『ザ・レビューIV』（中日劇場）
- 2000年4 - 8月、『源氏物語 あさきゆめみし』 - 朧月夜『ザ・ビューティーズ!』
- 2000年11 - 2001年3月、『ルートヴィヒII世』 - エリザベート『Asian Sunrise』
- 2001年4 - 5月、『源氏物語 あさきゆめみし』 - 朧月夜『ザ・ビューティーズ!』（全国ツアー）
- 2001年7 - 8月、『ミケランジェロ』 - ルイーザ・デ・メディチ『VIVA!』（宝塚大劇場のみ）

### 星組トップ娘役時代
- 2001年11 - 12月、『花の業平』 - 藤原高子『サザンクロス・レビューII』（東京宝塚劇場） 大劇場トップお披露目公演[13][8]
- 2002年2月、『花の業平』 - 藤原高子『サザンクロス・レビューII』（中日劇場）
- 2002年4 - 8月、『プラハの春』 - カテリーナ『LUCKY STAR!』
- 2002年9 - 10月、第2回中国ツアー公演『蝶・恋（ディエ・リエン）』『サザンクロス・レビュー・イン・チャイナ』（上海・北京・広州）[26]
- 2002年11 - 2003年3月、『ガラスの風景』 - ローラ・シモンズ『バビロン』 退団公演[14][4]

### 出演イベント
- 1991年9月、『レビュー記念日』
- 1991年11月、一路真輝クルージングショー『ボン・ボヤージュ』[27]
- 1992年5月、'92TMP音楽祭『SONGS IN YOUR HEART』
- 1993年5月、'93TMP音楽祭『青春フォーエバー!』
- 1994年5月、TMPスペシャル『夢まつり宝塚'94』
- 1994年8月、真矢みきディナーショー『Misty Night』
- 1995年6月、『エデンの東』『ダンディズム!』前夜祭
- 1995年9月、'95TCAスペシャル『マニフィーク・タカラヅカ』
- 1996年2月、海峡ひろきディナーショー『タンゴ・ノアール』
- 1996年5月、'96TCAスペシャル『メロディーズ・アンド・メモリーズ』
- 1997年5月、'97TCAスペシャル『ザ・祭典』
- 1997年12月、『アデュー東京宝塚劇場』
- 1998年5月、'98TCAスペシャル『タカラジェンヌ!』
- 1998年12月、『レビュー・スペシャル'98』
- 1999年3月、愛華みれディナーショー『LA GARE』
- 1999年5月、'99TCAスペシャル『ハロー!ワンダフル・タイム』
- 1999年7月、『'99宝塚巴里祭』
- 2000年9月、TCAスペシャル2000『KING OF REVUE』
- 2001年1月、『花組エンカレッジ・コンサート』
- 2001年6月、TCAスペシャル2001『タカラヅカ夢世紀』
- 2001年8月、『花組-リプライズ-エンカレッジ・コンサート』
- 2002年6月、TCAスペシャル2002『LOVE』
- 2002年12月、『吉崎憲治オリジナルコンサート』
- 2003年1月、渚あきミュージック・サロン『Sincerely〜心を込めて〜』 主演[28]

## 宝塚歌劇団退団後の主な活動

### 舞台
- 『ジャック・ブレルは今日もパリに生きて歌っている』（2003年 - 2004年）
- 『コシノものがたり 心はいつも乙女のように』（2005年1月、明治座）
- 松平健主演『弁慶 / 唄う絵草紙』（2006年7月、新宿コマ劇場）
- 『レ・ミゼラブル』（2007年6月 - 8月、ファンテーヌ 役、帝国劇場、9月、博多座)
- 『ジェネレーションズ！』（2008年3月1日、東京厚生年金会館大ホール）
- 『HAKANA』（2008年4月18日 - 4月27日、明治座）
- 「志士たち」シアターサンモール（2008年）
- 「リズミックタウン」（2008年 東京芸術劇場小ホール１）
- 「炎の人」（2009年 銀河劇場）
- 五木ひろし明治座公演（2010年10月、明治座）
- 五木ひろし 歌・舞・奏NEW YEAR スペシャル（2011年1月、大阪歌舞伎座）
- 『恋文〜星野哲郎物語』（2011年6月、御園座）
- 『天璋院篤姫』（2011年7月、博多座、幾島 役）
- 『炎の人』（2011年12月、天王洲 銀河劇場）
- コロッケ特別公演『しあわせ地蔵』／『コロッケオンステージ ものまねエンターテインメント2012』（2012年4月、大阪歌舞伎座）
- ブロードウェーミュージカル『ピーターパン』（2012年7月、日生劇場、ダーリング夫人役）
- 『音楽劇 蒼穹のファフナー』(2012年12月 博品館劇場)
- 劇団きみにほ 旗揚げ公演、第一回プロデュース作品「鉄道員 ぽっぽや」（2013年2月7日 - 10日、日本橋公会堂）
- ブロードウェーミュージカル『ピーターパン』（2013年7・８月 東京国際フォーラム)
- 五木ひろし 特別公演（2013年11月、新歌舞伎座）
- 五木ひろし 新春特別公演（2014年1月、博多座）
- 「セレブレーション宝塚100」(2014年5月 宝塚大劇場）
- 「夜想曲集」（2015年5月 銀河劇場）
- 「義経」（2015年6月 六行会ホール）静御前役
- 「さくら 美しき日本」（2015年10・11月 全国ツアー）
- 「芝桜」（2016年8・9月 巡業）
- ミュージカル『グレート・ギャツビー』（2017年5月 - 7月、日生劇場、中日劇場、梅田芸術劇場メインホール、博多座） - エリザベス・フェイ 役[29]
- 「CRIMES OF THE HEART」（2017年9月、シアタートラム、チック役) [30]
- ミュージカル『1789 -バスティーユの恋人たち-』（2018年4·5月帝国劇場 6月·大阪新歌舞伎座 7月博多座）ポリニャック夫人 役
- 『リア王』（2018年8月 三越劇場）[31]
- 『氷川きよし特別公演』（2020年8 - 9月、明治座）[32]
- 『メリリー・ウィー・ロール・アロング』（2021年5 - 6月、新国立劇場・愛知県芸術劇場・梅田芸術劇場）[33]
- 朗読劇『忠臣蔵』（2025年3月、よみうり大手町ホール・兵庫県立芸術文化センター）[34]

### ドラマ
- NHK-BS2 「山川静夫の“新・華麗なる招待席”」（2003年）ゲスト
- エド・はるみ物語（2008年） - 朝田麻奈
- 土曜ワイド劇場（テレビ朝日）
  - 棟居刑事の黙示録（2009年11月21日） - 鵜飼奈美恵 役
  - 法医学教室の事件ファイル33（2011年6月11日） - 谷崎和恵 役
  - 炎の警備隊長・五十嵐杜夫9（2011年7月9日、朝日放送）
- 月曜ゴールデン（TBSテレビ）
  - 十津川警部シリーズ 「伊勢志摩殺人迷路 〜近鉄特急 伊勢志摩ライナーの罠〜」（2010年3月29日）
  - 刑事シュート しゅうと&ムコの事件日誌3（2011年7月25日） - 山際葉月 役
- 水戸黄門第41部 第3話「過去を消した謎の女!・鎌倉」（2010年4月26日、TBSテレビ）
- TAROの塔 第3話「戦友」（2011年3月26日、NHK総合テレビ） - バーのママ 役
- 償い（2012年11月17日 - 12月1日、NHK BSプレミアム） - 逸子 役
- 刑事7人 第6話「真夏の復讐殺人!?残1時間の命」（2015年8月19日、テレビ朝日） - 高堂由美子 役
- ドラマスペシャル 望郷「雲の糸」（2016年9月28日、テレビ東京） - 真知子 役
- 赤い霊柩車シリーズ38（2020年） ‐ 北里美也子 役
- 記憶捜査〜新宿東署事件ファイル〜 SP（2020年） - 鎌田光子 役
- 月曜プレミア8 「組織犯罪対策課 白鷹雨音」（2021年） - 八木洋子 役
- 連続ドラマW 正体 第3話（2022年3月26日、WOWOW）

### CM
- メガネのパリミキ（2008年4月 - 10月）
- サッポロビール ヱビスビール（2010年10月 - 12月）
- ダノン BIO「実証・今までが普通じゃなかった」篇（2011年1月 - 3月）

## 受賞歴
- 1994年、『宝塚歌劇団年度賞』 - 1993年度努力賞[35]
- 1996年、『宝塚歌劇団年度賞』 - 1995年度努力賞[35]
- 2002年、『宝塚歌劇団年度賞』 - 2001年度優秀賞[35]
- 2002年、『阪急すみれ会パンジー賞』 - 娘役賞[36]